# انسداد مجرى الهواء
انسداد مجرى الهواء هو انسداد النَفس في مجرى الهواء. يمكن تصنيف الانسداد إلى كونه إما في مجرى الهواء العلوي أو مجرى الهواء السفلي.

## انسداد مجرى الهواء العلوي
أسباب انسداد مجرى الهواء العلوي تشمل شفط جسم غريب، صدمة حنجرية رغامية كليلة (بالإنجليزية: blunt laryngotracheal trauma)‏، صدمة حنجرية رغامية نافِذة (بالإنجليزية: penetrating laryngotracheal trauma)‏، تضخم اللوزتين، شلل الأحبال الصوتية، التهاب الحنجرة والرغامى الحاد مثل الخانوق الفيروسي، التهاب القصبة الهوائية البكتيري، لسان المزمار، خراج حول اللوزة، السعال الديكي، خراج خلف البلعوم، الخانوق التشنجي.
في الإسعافات الأولية الأساسية والمتقدمة لدعم الحياة، يُسمى انسداد مجرى الهواء «بالمشكلة أ» (بالإنجليزية: A-problems)‏. يعتمد المسلك الهوائي الإصطناعي على تقنيات الحد الأدنى الغزوية (بالإنجليزية: minimal-invasive)‏ والتقنيات الغزوية (بالإنجليزية: invasive techniques)‏.

## انسداد مجرى الهواء السفلي
يحدث انسداد مجرى الهواء السفلي بشكل رئيسي بسبب زيادة المقاومة في القصيبات (عادة من تناقص نصف قطر القصيبات) والتي تقلل من كمية الهواء المستنشق في كل نفس وكمية الأكسجين التي تصل إلى الشرايين الرئوية. وهذا مختلف عن تقييد المجرى (والذي يمنع الهواء من الانتشار في الشرايين الرئوية بسبب انسداد في الرئتين نوعا ما). الأمراض التي تسبب انسداد مجرى الهواء السفلي تسمى أمراض الإنسداد الرئوي (بالإنجليزية: obstructive lung diseases)‏.
يمكن قياس انسداد مجرى الهواء السفلي باستخدام جهاز قياس التنفس.

## العواقب
قد يسبب انسداد مجرى الهواء انسداد الشعب الهوائية أو التهاب ما بعد انسداد الشعب الهوائية.